# Teatro O Tablado
Teatro O Tablado, ou simplesmente "O Tablado", é uma  escola brasileira de teatro fundada em 1951, no Rio de Janeiro, pela escritora e dramaturga Maria Clara Machado, que já formou mais de cinco mil profissionais em artes cênicas.

## História
Inicialmente foi uma companhia de teatro amador, com uma pequena estrutura utilizada para seus ensaios, que mais tarde se transformou num grande centro de formação de atores. Foi a escola que ajudou a modernizar o teatro no Brasil. Apresentava-se para todos os públicos, mas sua especialidade eram peças infantis, a maioria de autoria de sua criadora, que desenvolvia textos e montagens de altíssima qualidade, até hoje encenados, como Pluft, o Fantasminha. 
O Tablado formou  gerações de atores, como Jacqueline Laurence, Marieta Severo, Hildegard Angel, Djenane Machado, Pedro Cardoso e Wolf Maya.
Maria Clara Machado gerenciou todas as aulas até sua morte, em 2001.

## Reformas
Depois de uma reforma que durou quase seis meses, o teatro reabriu as portas ao público em 12 de julho de 2008, com a estréia da peça infantil O Dragão Verde, inspirada na história do menino David contra o gigante Golias.
Devido à pandemia da COVID-19 e o lockdown, as aulas se deram na modalidade on-line durante todo o ano de 2020 e o primeiro semestre de 2021. Apesar das grandes dificuldades impostas à produção cultural durante esse período, O Tablado resistiu e reabriu suas portas para as aulas no final de 2021 e retomou suas apresentações presenciais com uma bem-sucedida temporada da comédia O Cálice, dirigida por Cacá Mourthé, interrompida no início da sua temporada, em março de 2020, que foi livremente adaptada do filme de Em busca do Cálice Sagrado, da companhia de humor britânica Monty Python.